# OPEC-fonds
Het OPEC-fonds voor internationale ontwikkeling (OPEC Fund for International Development) is sinds 1976 de intergouvernementele instelling voor financiering van ontwikkelingsprojecten van de OPEC (organisatie van olie-exporterende landen). Het OPEC-fonds ging van start in 1976 en werd in maart 1975 in Algiers, Algerije, door de lidstaten opgericht. 
Het OPEC-fonds wordt beheerd door 12 lidstaten: Algerije, Ecuador, Gabon, Indonesië, Iran, Irak, Koeweit, Libië, Nigeria, Saoedi-Arabië, de Verenigde Arabische Emiraten en Venezuela. Ecuador heeft zijn lidmaatschap in juni 2014 opnieuw geactiveerd na een afwezigheid van 22 jaar. Qatar heeft zijn lidmaatschap op 1 januari 2019 beëindigd. 